# Pardon Stevens
Pardon White Stevens (* 4. September 1815 in Newport, Newport County, Rhode Island, Vereinigte Staaten; † 19. April 1875 ebenda) war ein US-amerikanischer Politiker. Zwischen 1868 und 1872 war er Vizegouverneur des Bundesstaates Rhode Island.
Über Pardon Stevens gibt es so gut wie keine Quellen. Sicher ist, dass er auch nach seiner Geburt zumindest zeitweise in Newport lebte. Im Jahr 1868 wurde er an der Seite von Ambrose Burnside zum Vizegouverneur von Rhode Island gewählt. Dieses Amt bekleidete er zwischen 1868 und 1872. Dabei war er Stellvertreter des Gouverneurs und Vorsitzender des Staatssenats. Seit 1869 diente er unter dem neuen Gouverneur Seth Padelford. Nach seiner Zeit als Vizegouverneur verliert sich seine Spur wieder.